# Clavy-Warby
Clavy-Warby är en kommun i departementet Ardennes i regionen Grand Est (tidigare regionen Champagne-Ardenne) i nordöstra Frankrike. Kommunen ligger  i kantonen Signy-l'Abbaye som ligger i arrondissementet Charleville-Mézières. År 2022 hade Clavy-Warby 342 invånare.

## Befolkningsutveckling
Antalet invånare i kommunen Clavy-Warby
Referens: INSEE